# نيل أجيوس
نيل أجيوس (بالإنجليزية: Neil Agius)‏ (مواليد 6 يونيو 1986) هو سبّاح من مالطا، مثّل بلاده في الألعاب الأولمبية الصيفية 2004.

## روابط خارجية
نيل أجيوس على موقع الاتحاد الدولي للسباحة (الإنجليزية)
- نيل أجيوس على موقع أوليمبيديا (الإنجليزية)